# جان سایگان
جان سایگان (انگلیسی: John Cygan; ۲۷ آوریل ۱۹۵۴ – ۱۳ مهٔ ۲۰۱۷) هنرپیشه، بازیگر و صدا پیشه اهل ایالات متحده آمریکا بود. وی بین سال‌های ۱۹۹۰ تا ۲۰۱۷ میلادی فعالیت می‌کرد.
از فیلم‌ها یا برنامه‌های تلویزیونی که وی در آن نقش داشته‌است می‌توان به مینیون‌ها اشاره کرد.